# Pectorale

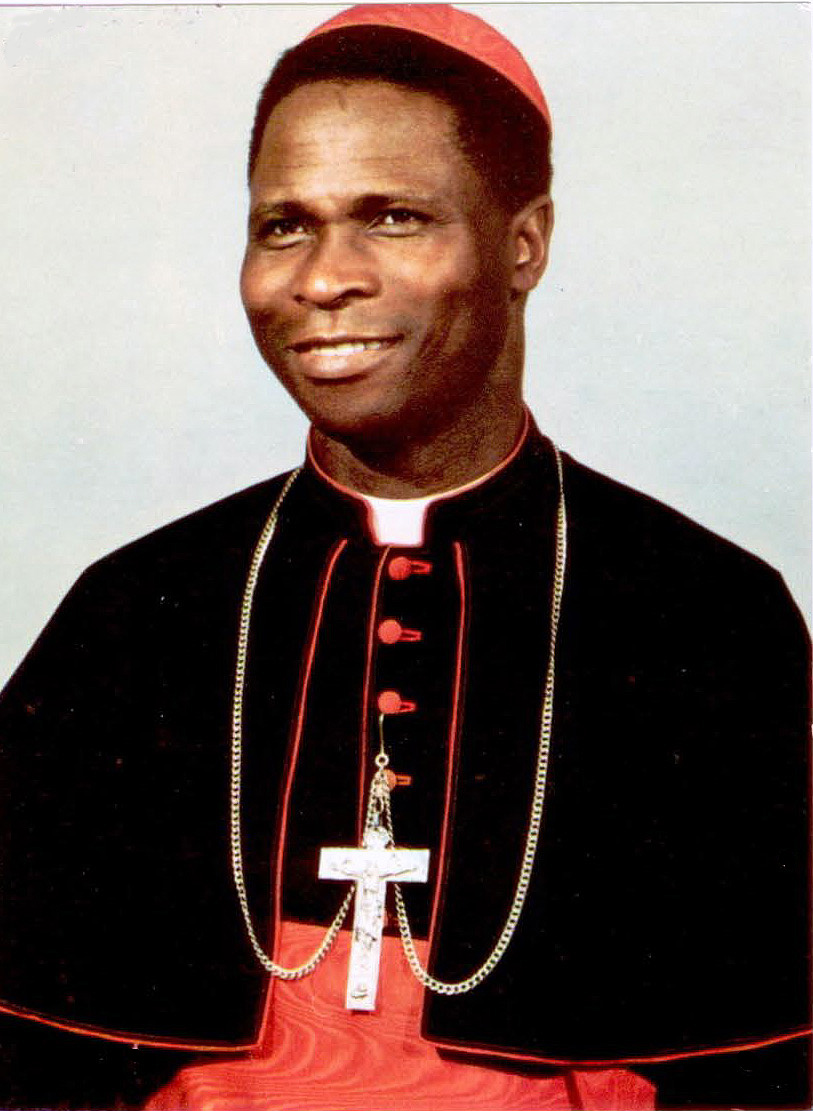
De oude dracht van een pectorale

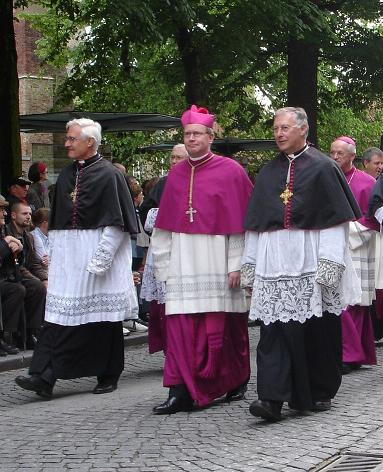
De liturgische dracht, bij koorkledij

Het pectorale (in het Latijn: crux pectoralis, van Latijn pectoralis = de borst betreffend), is een kruis dat kardinalen, bisschoppen en reguliere abten dragen. Het wordt met een ketting of koord rond de nek gedragen en is een van de pontificalia. Borstkruis, bisschopskruis of pectoraalkruis zijn andere benamingen voor dit voorwerp dat steeds uit edelmetaal is vervaardigd. Het kruis kan versierd zijn met edelstenen en kan een reliek van een martelaar bevatten.
Tijdens het verrichten van liturgische plechtigheden wordt het kruis gedragen aan een groen of violet koord; daarbuiten aan een metalen ketting.
Krachtens een speciaal pauselijk privilege kan het ook gedragen worden door kanunniken, abdissen en andere hoge kerkelijke oversten.
Het borstkruis is voortgekomen uit het oudchristelijke enkolpion.
Het pectorale werd reeds in het oude Egypte, voornamelijk door koningen en prinsen gedragen.
De dertiende abdis van het stift Elten, Ermgard van den Bergh (de Monte) bezat een pectorale die dienstdeed als gesp voor haar koormantel. In het midden is Sint-Vitus met leeuw uitgebeeld, rechts bevindt zich het wapen van haar vader (Van den Bergh) en links het wapen van haar moeder (Randerode). Het kostbare stuk uit het begin van de veertiende eeuw is eigendom van de stiftskerk Elten en wordt bewaard in de Sint-Martinikerk in Emmerik.